# Nemoc X
Nemoc X (anglicky Disease X) je zástupné označení pro nový neznámý patogen, který se zatím neprojevil a může v budoucnu způsobit chorobu, případně epidemii. Toto označení bylo poprvé použito Světovou zdravotnickou organizací (WHO) v roce 2018.

## Přijetí
Název „nemoc X“ vznikl 7. února 2018, kdy byl přidán WHO na seznam nemocí s prioritním výzkumem. Jejím cílem bylo upozornit na to, že existuje možnost vzniku epidemie na základě zatím neznámého patogenu. Zanesení tohoto termínu na seznam vzbudilo paniku mezi médii a začaly se šířit spekulace, které onemocnění lze označit za „nemoc X“, přestože jej WHO vytvořila pouze jako název hypotetický. Často docházelo ke spekulacím, že by se mohlo jednat o biologickou zbraň. Je však pravděpodobnější, že by se jednalo o chorobu přenesenou ze zvířete na člověka (zoonotická infekce).

## Covid-19
Od propuknutí pandemie covidu-19 došlo ke spekulacím ze strany expertů, zda toto onemocnění nesplňuje podmínky nemoci X. V únoru 2020 prohlásil Marion Koopmans, vedoucí výzkumu virů v medicínském centru Erasmovy univerzity a zdravotnické centra v Rotterdamu a člen nouzového výboru WHO, v časopisu Cell: „Toto onemocnění se rychle stává první pandemickou výzvou, která naplňuje podstatu nemoci X.“